# 토머스 R. 슈라이너
토머스 R. 슈라이너 (Thomas R. Schreiner; 1954년 - ) 미국출신의 신약신학의 권위자이다. 남 침례교 신학교에서 신약 해석학교수로 있다.

## 저서
- 토머스 슈라이너 히브리서 주석 (BTCP 성경신학주석시리즈1): 복있는 사람, 2016년
- 신약신학 (임범진 옮김, 부흥과 개혁사, 2015)
- 속죄의 본질 논쟁 (그레고리 A. 보이드 외, 김광남 옮김, 새물결플러스, 2018년)